# Anthony Lucas
Anthony Lucas est un réalisateur de film d'animation australien. Il est né à Brisbane le 27 février 1965.
Il reçoit en 2005 le cristal du court métrage du Festival international du film d'animation d'Annecy pour son film The Mysterious Geographic Explorations of Jasper Morello.

## Filmographie
- And The Lighthouse Made Three (1983)
- Shadowlands (1988)
- The Amphibian (1991)
- Wasted (1994)
- Toilet Breath Man (1994)
- Smelly The Clown (1994)
- Slim Pickings (1998)
- Bad Baby Amy (2001)
- Holding Your Breath (2001)
- Les Mystérieuses Explorations géographiques de Jasper Morello (The Mysterious Geographic Explorations of Jasper Morello) (2005)
- My Rabbit Hoppy (2008)